# Druid’s Altar (Clooncoe)

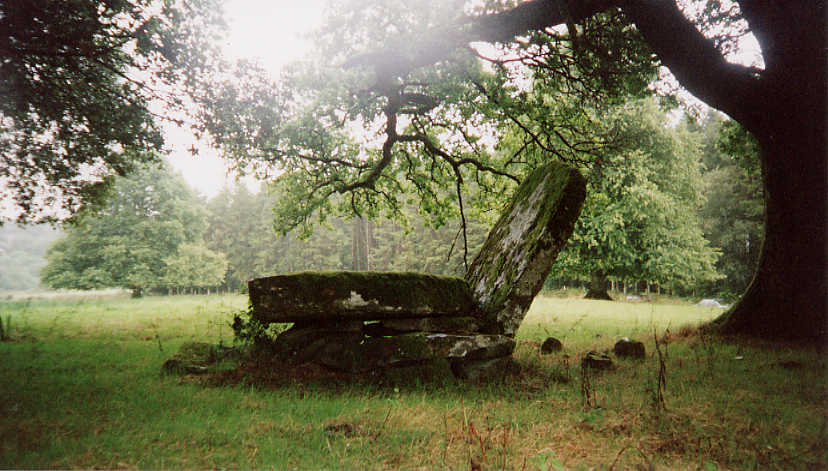
Druid’s Altar

Der Druid’s Altar (auch Clooncoe Cist genannt; irisch Cloch an Draoi, deutsch „Stein des Druiden“) liegt in einem Wald etwa 4,7 km südlich von Mohill, auf dem Gelände des Lough Rynn Castle, am Ostufer des Lough Rynn (irisch Claonloch) im Townland Clooncoe (irisch Cluain Cú) im County Leitrim in Irland.
Am Druid’s Hill, zwischen Lough Errew und Lough Rynn liegt eine prähistorische Struktur geformt wie ein Stuhl, die wohl ein zusammengestürztes Portal Tomb darstellt. Das versteckt gelegene, als Cromlech, Dolmen oder Steinkiste aus der Bronzezeit bezeichnete Megalithdenkmal wurde aufgrund seiner Lage auf einem privaten Grund (Ländereien des Lough Rynn Castle, eines herrschaftlichen Landsitzes des 19. Jahrhunderts, das heute als Luxus-Hotel dient) lange vergessen.
Der große Deckstein ist 1,8 Meter lang und kann ursprünglich aufrecht gestanden haben. Unterhalb der horizontalen Platte gibt es einige niedrige Steine, die die Struktur unterstützen und eine kleine Steinkiste bilden, weshalb die Anlage als Kiste beschrieben wird. An der Ostseite steht, leicht nach außen geneigt, eine weitere massive Platte (die Lehne des Stuhls). Sie ist 2,2 Meter hoch, 1,3 Meter breit und etwa 0,30 Meter dick. Ihre Oberkante ist abgerundet.